# Roter Hirsch (Klein Lauchstädt)
Der Gasthof Roter Hirsch war ein denkmalgeschützter Gasthof in der Ortschaft Klein Lauchstädt der Stadt Bad Lauchstädt in Sachsen-Anhalt. Im örtlichen Denkmalverzeichnis war der Gasthof unter der Erfassungsnummer 094 20671 als Baudenkmal verzeichnet.
Der Gasthof Roter Hirsch stand an der Ernst-Thälmann-Straße, der Straße nach Merseburg, unter der Hausnummer 50. Das Gebäude entstand in der Mitte des 18. Jahrhunderts und blieb bis zu seinem Abriss unverändert. Aufgrund des starken Verfalles genehmigte das Landesverwaltungsamt von Sachsen-Anhalt den Abriss des Gebäudes, welches dann 2016 abgerissen und aus dem Denkmalverzeichnis ausgetragen wurde.